# Gertrude Lawrence

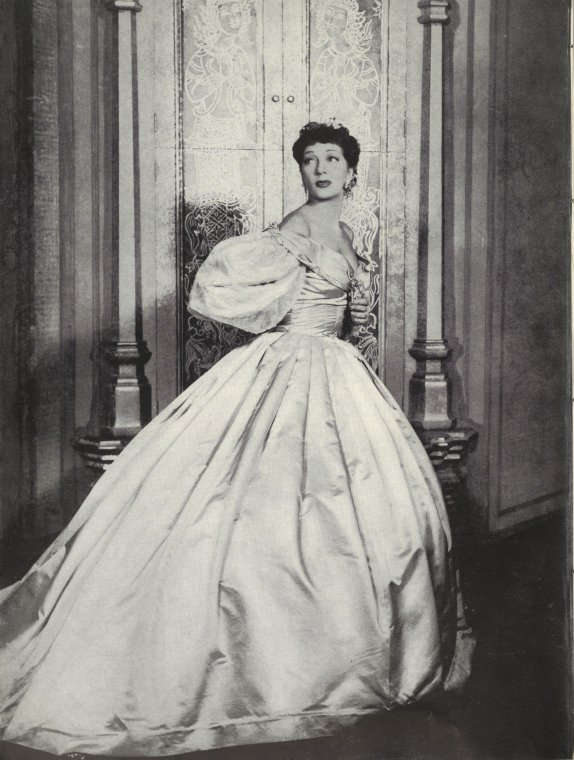
Gertrude Lawrence als Anna in The King and I (1951)

Gertrude Alexandria Dagmar Lawrence-Klasen (* 4. Juli 1898 in London, England; † 6. September 1952 in New York City, New York) war eine britisch-dänische Film- und Broadway-Schauspielerin, die in den 1930er und 1940er Jahren sehr populär war. Sie spielte in vielen Komödien die weibliche Hauptrolle, oft an der Seite von Noël Coward (1899–1973). 1968 erschien über sie die Filmbiografie Star!.

## Leben

### Früheres Leben

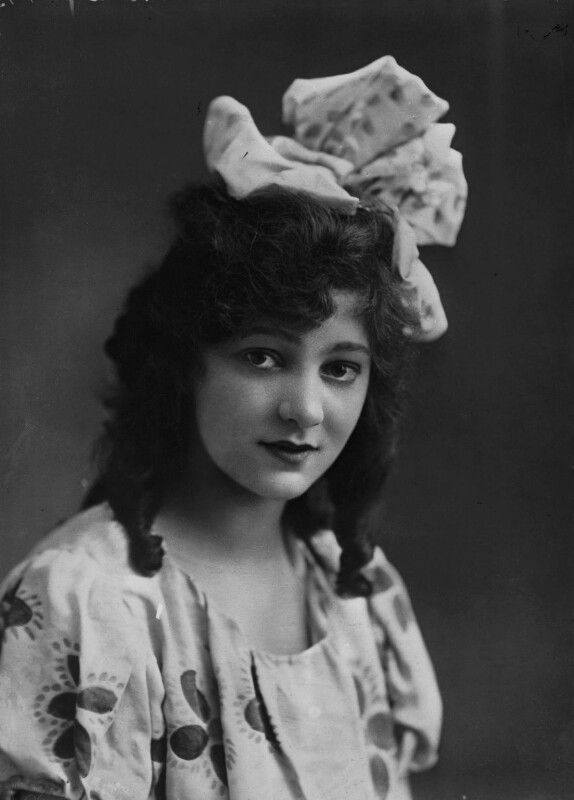
Gertrude Lawrence (1917)

Gertrude wurde als Tochter eines Engländers und einer Dänin in London geboren und stand schon als Zehnjährige auf der Bühne. Sie besuchte eine katholische Klosterschule und bekam auf der Italia Conti Academy Schauspielunterricht. Lawrence war die Zweitbesetzung von Beatrice Lillie (1894–1989) in der Londoner Revue Andre Charlot in den frühen 1920er Jahren. Ihre erste Hauptrolle neben Jack Buchanan (1891–1957) bekam sie 1921 im Stück A bis Z im Londoner Theater Limehouse Blues. In den Jahren 1924 und 1926 erhielt sie einige Gastspielrollen am Broadway, wobei ihre besondere Wandlungsfähigkeit bewundert wurde. Dabei machte sie auch den Song Limehouse Blues bekannt.

### Ehen und Romanzen
Gertrude Lawrence war zwei Mal verheiratet. Ihre erste Ehe mit dem Engländer Francis Gordon-Howley wurde 1928 geschieden. Aus der gemeinsamen Verbindung ging eine Tochter, Pamela (1918–2005), hervor. Im Jahre 1928 fand die Verlobung mit dem New Yorker Börsenmakler Bertrand L. Taylor statt, doch kurz darauf trennten sie sich. An ihrem 42. Geburtstag gab Gertrude Lawrence dem US-amerikanischen Theaterdirektor Richard Aldrich das Ja-Wort, die Ehe hielt bis zu ihrem Tod.
In den Jahren zuvor hatte sie mehrere Romanzen, darunter mit dem Filmschauspieler Douglas Fairbanks junior (1909–2000). Darüber hinaus soll Lawrence auch lesbische Beziehungen zu Daphne du Maurier (1907–1989) und Beatrice Lillie geführt haben. Beatrice Lillie soll in einem Interview über sie gesagt haben: „Ich kannte sie besser als ihr Ehemann“. Die leidenschaftlichen Liebesbriefe zwischen Lawrence und du Maurier wurden in deren Biographie 1993 veröffentlicht. Darin wird auch ein früheres Liebesverhältnis zu Daphnes Vater, Sir Gerald du Maurier (1873–1934), mit den Worten „the last of Daddy's actress loves“ beschrieben.

### Karriere

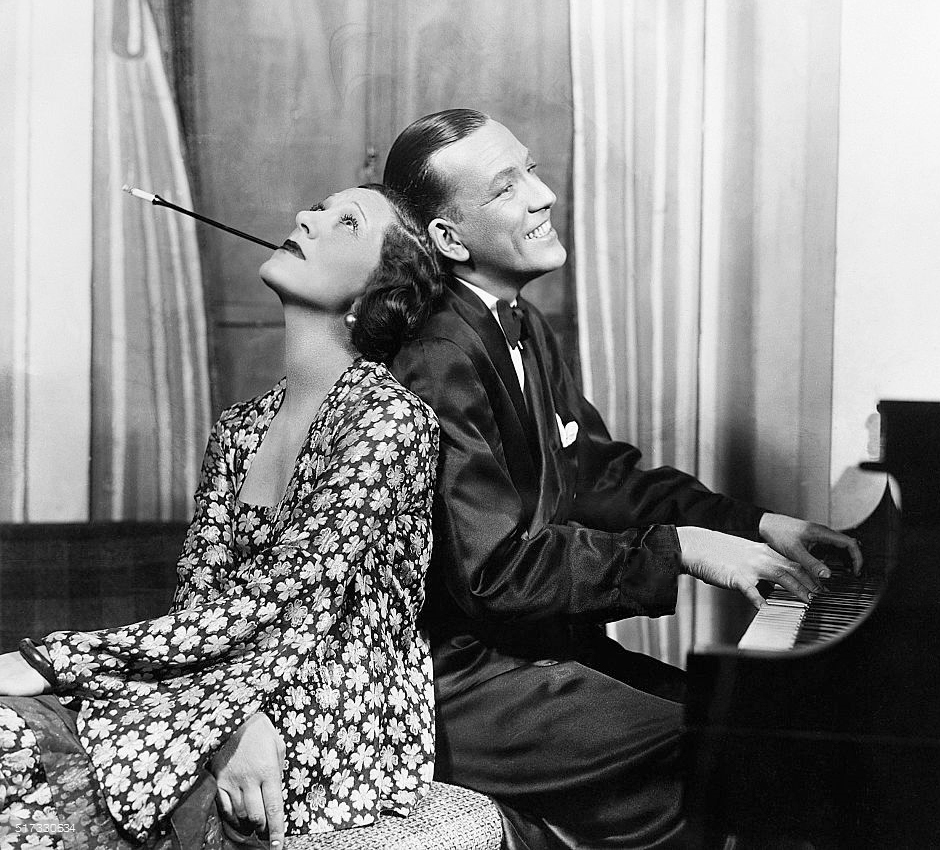
Gertrude Lawrence (1931)

Lawrences Persönlichkeit und Charme inspirierten Komponisten und Autoren. Die Brüder George Gershwin (1898–1937) und Ira Gershwin (1896–1983) schrieben für Lawrence 1926 das Musical Oh, Kay!; das Stück wurde 256 Mal am Imperial Theatre in Manhattan gespielt. Gertrude Lawrence war die erste britische Schauspielerin, die eine Hauptrolle an Broadway-Theatern spielte. Mit der Rolle der Liza Elliott in dem Musical Lady in the Dark, neben Danny Kaye (1911–1987), war sie eine der populärsten Truppenbetreuerinnen während des Zweiten Weltkriegs.
1946 sah Lawrence den Film Anna und der König von Siam über das Leben von Anna Leonowens nach Margaret Landons gleichnamigem Roman. Sie überzeugte Richard Rodgers (1902–1979) und Oscar Hammerstein (1895–1960) davon, dass die Geschichte ein perfektes Musical ergeben würde – heraus kam The King and I. Am 29. März 1951 fand die Uraufführung im St. James Theatre in New York statt. In den Hauptrollen standen Lawrence als Anna Leonowens und der noch unbekannte Yul Brynner (1920–1985) als König von Siam auf der Bühne. Für die Titelrolle ließ sich Brynner extra eine Glatze rasieren; auch in der Verfilmung des Stückes von 1956, für die er einen Oscar erhielt, trat er ohne Haarpracht auf. Die Glatze wurde zu seinem Markenzeichen. Das Musical wurde ein riesiger Erfolg, und 1952 gewann Gertrude Lawrence einen Tony Award in der Kategorie Beste Hauptdarstellerin in einem Musical.

### Tod
Gertrude Lawrence starb am 6. September 1952 an Leberkrebs, infolge einer Gelbsucht. Sie wurde im Kostüm ihrer größten Rolle auf dem Friedhof in Upton, Massachusetts, bestattet.

## Filmografie
- 1929: Early Mourning
- 1929: Battle of Paris
- 1932: Aren’t We All?
- 1932: Lord Camber’s Ladies
- 1933: No Funny Business
- 1935: Mimi
- 1936: Rembrandt
- 1936: Men Are Not Gods
- 1943: Stage Door Canteen
- 1948: Great Catherine (TV)
- 1950: Die Glasmenagerie (The Glass Menagerie)
- 1950–1951: The Prudential Family Playhouse (Fernsehserie, zwei Folgen)